# Nicole Melichar-Martinez
Nicole Melichar-Martinez là một vận động viên quần vợt người Mỹ chuyên đánh đôi.
Cô đã giành được mười hai danh hiệu đôi trong WTA Tour và một danh hiệu đôi WTA 125 cũng như hai danh hiệu đơn và bảy danh hiệu đôi trên ITF Circuit . Vào tháng 5 năm 2021, cô đạt vị trí thứ 9 trong bảng xếp hạng đôi.
Melichar đã giành được một danh hiệu Grand Slam, giành vương miện đôi nam nữ tại Giải vô địch Wimbledon 2018 với đối tác người Áo Alexander Peya . Cô cũng hai lần lọt vào chung kết Grand Slam nội dung đôi nữ, về nhì tại Giải vô địch Wimbledon 2018 với Květa Peschke và Giải Mỹ mở rộng 2020 với Xu Yifan . Cô đã lọt vào 3 trận chung kết WTA 1000 tại Cincinnati Open năm 2020 với Xu Yifan và 2022 với Ellen Perez và tại Canadian Open cũng vào năm 2022 với Perez.

## Cuộc sống cá nhân và lý lịch
Cô sinh ra ở Cộng hòa Séc, nhưng đã sống ở Florida ngay sau khi sinh. Chị gái Jane của cô chơi quần vợt, và Melichar tuyên bố đã tham gia môn thể thao này khi cô mới một tuổi.